# Сарсалехо
Сарсалехо (ісп. Zarzalejo) — муніципалітет в Іспанії, у складі автономної спільноти Мадрид. Населення — 1511 осіб (2010).
Муніципалітет розташований на відстані близько 31 км на захід від Мадрида.
На території муніципалітету розташовані такі населені пункти: (дані про населення за 2010 рік)
- Ла-Естасьйон-і-Пахарес: 886 осіб
- Пенья-Росаль: 14 осіб
- Сарсалехо: 600 осіб
- Ла-Касера: 7 осіб
- Ла-Гаргантілья: 3 особи
- Лос-Моралес: 1 особа

## Демографія
Динаміка населення (INE ):

## Галерея зображень

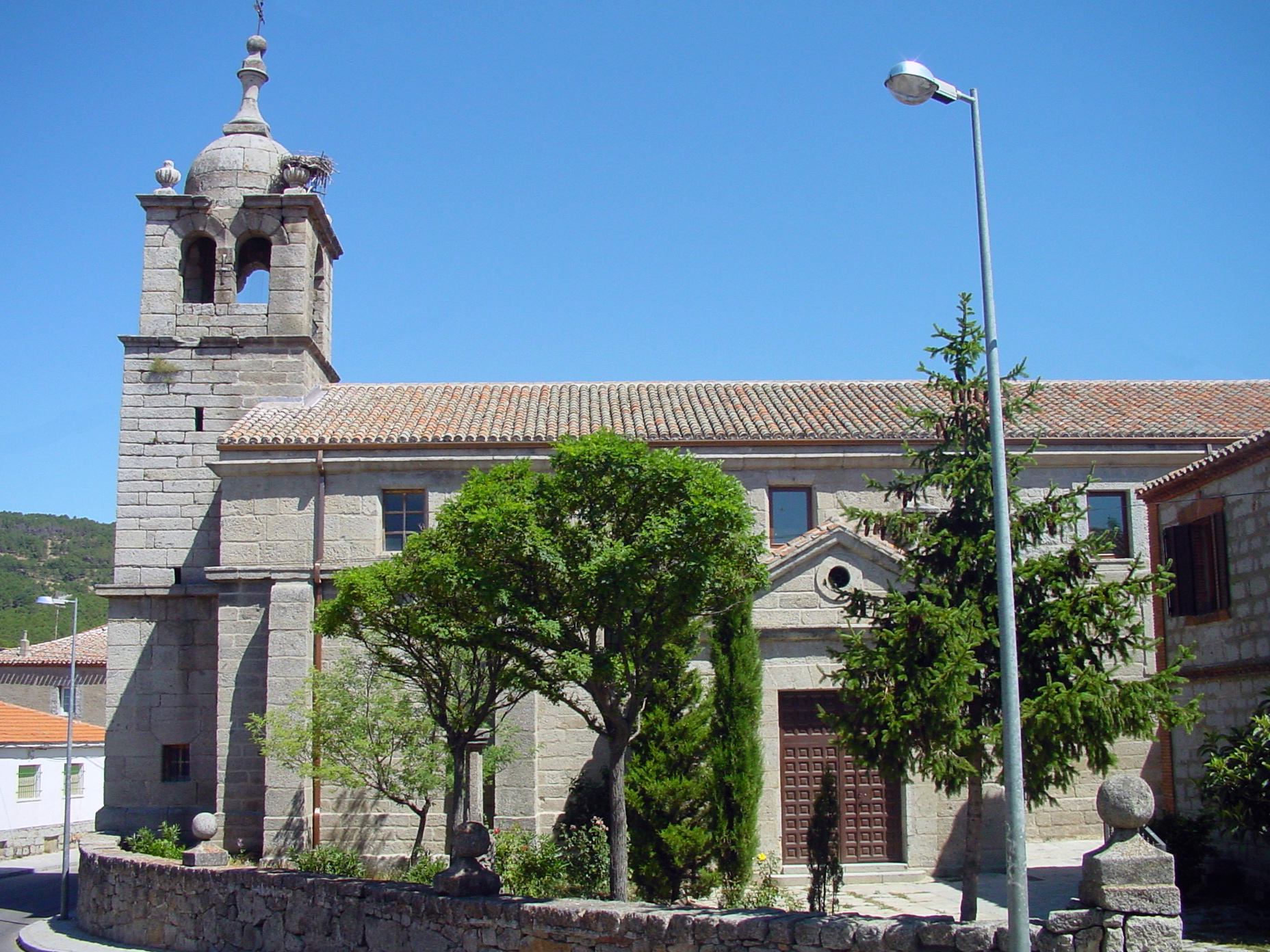
Церква Сан-Педро-Апостол